# اناده
اناده، روستایی است از توابع بخش چمستان شهرستان نور در استان مازندران ایران.
همچنین اناده (اِنادِه ، Enadeh ) روستایی است در بخش رودبار الموت استان قزوین که در حال حاضر به همراه سه روستای شمس کلایه ، اسطلبر و معلم کلایه ، شهر معلم کلایه را تشکیل داده‌اند.

## جمعیت
این روستا در دهستان ناتل‌رستاق قرار دارد و براساس سرشماری مرکز آمار ایران در سال ۱۳۸۵، جمعیت آن ۴۱۵ نفر (۱۰۰خانوار) بوده‌است. مردم این روستا به زبان مازندرانی صحبت میکنند.